# Char de parade

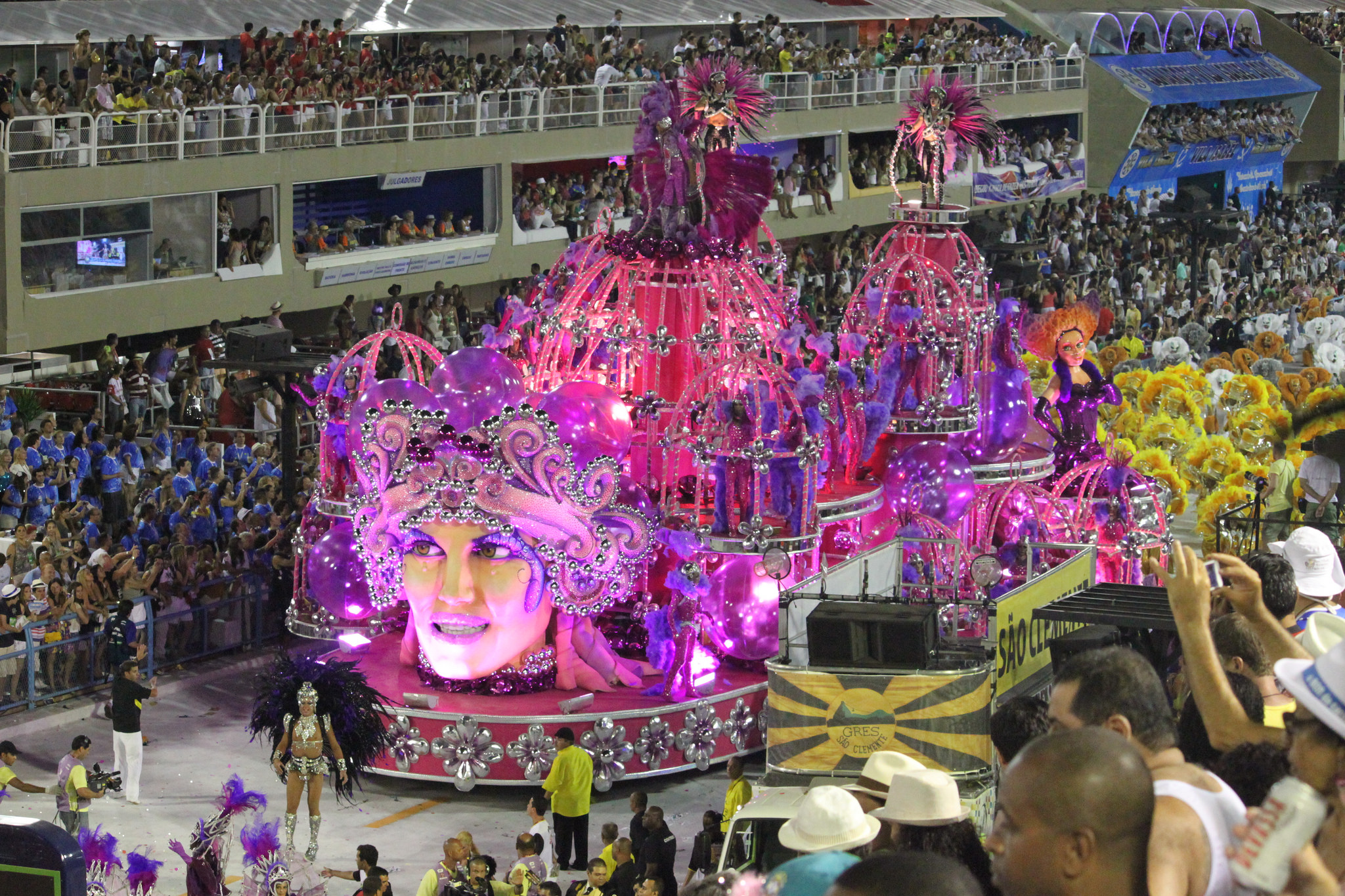
Exemple de char de parade au Carnaval de Rio de 2012.

Un char de parade, également appelé char allégorique, est une plate-forme décorée mobile, tractée par un véhicule ou construite dessus, utilisée à l'occasion de défilés et notamment de carnavals.

## Histoire
Depuis l'Antiquité, des bateaux, des charrettes à main, des chars à traction animale, puis des locomotives et enfin des véhicules automobiles ont été décorés afin d'être transformés en chars de parade, à l'origine à l'occasion de processions religieuses.

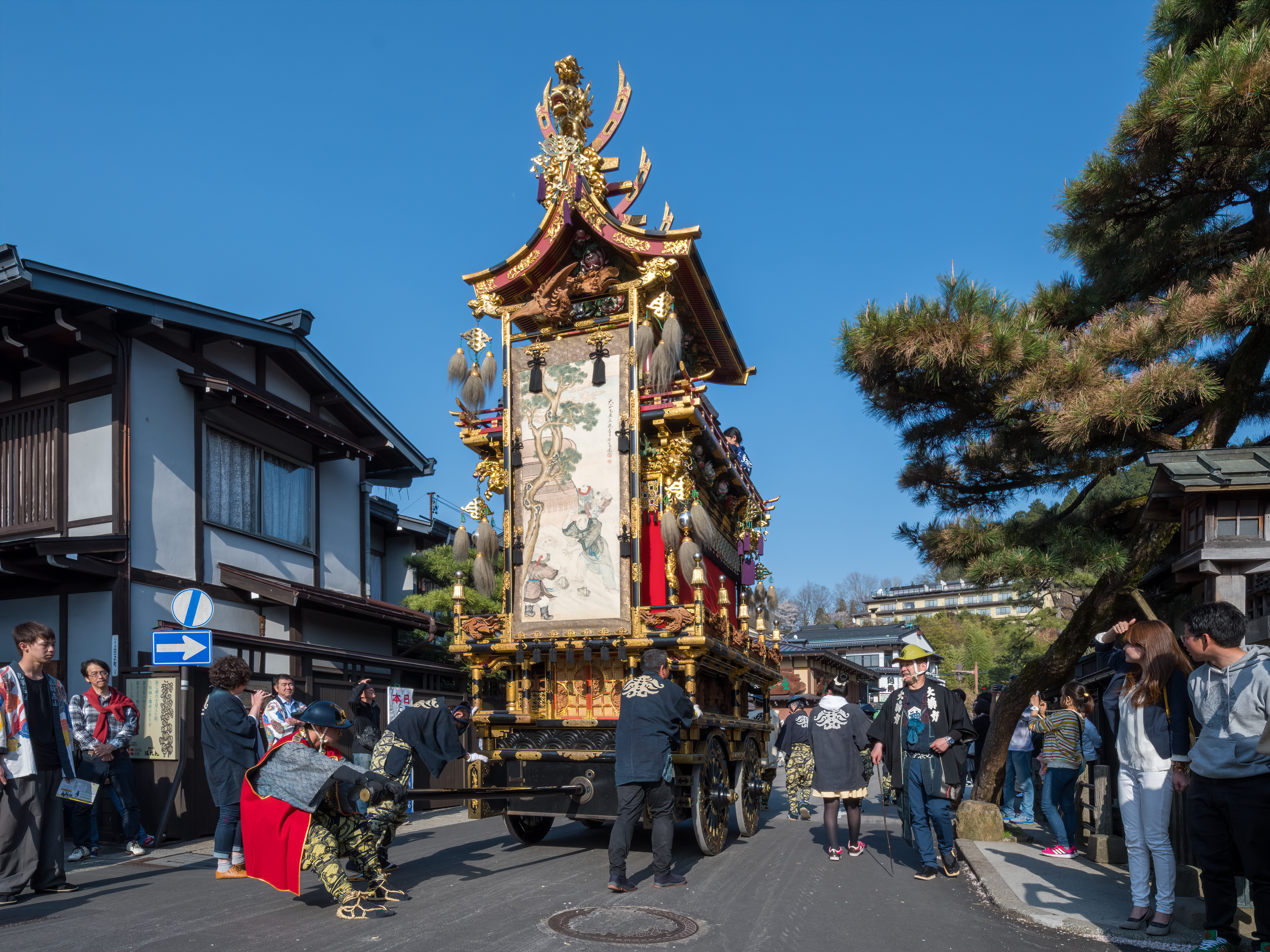
Charrette traditionnelle du Festival de Takayama au Japon, tirée à la main
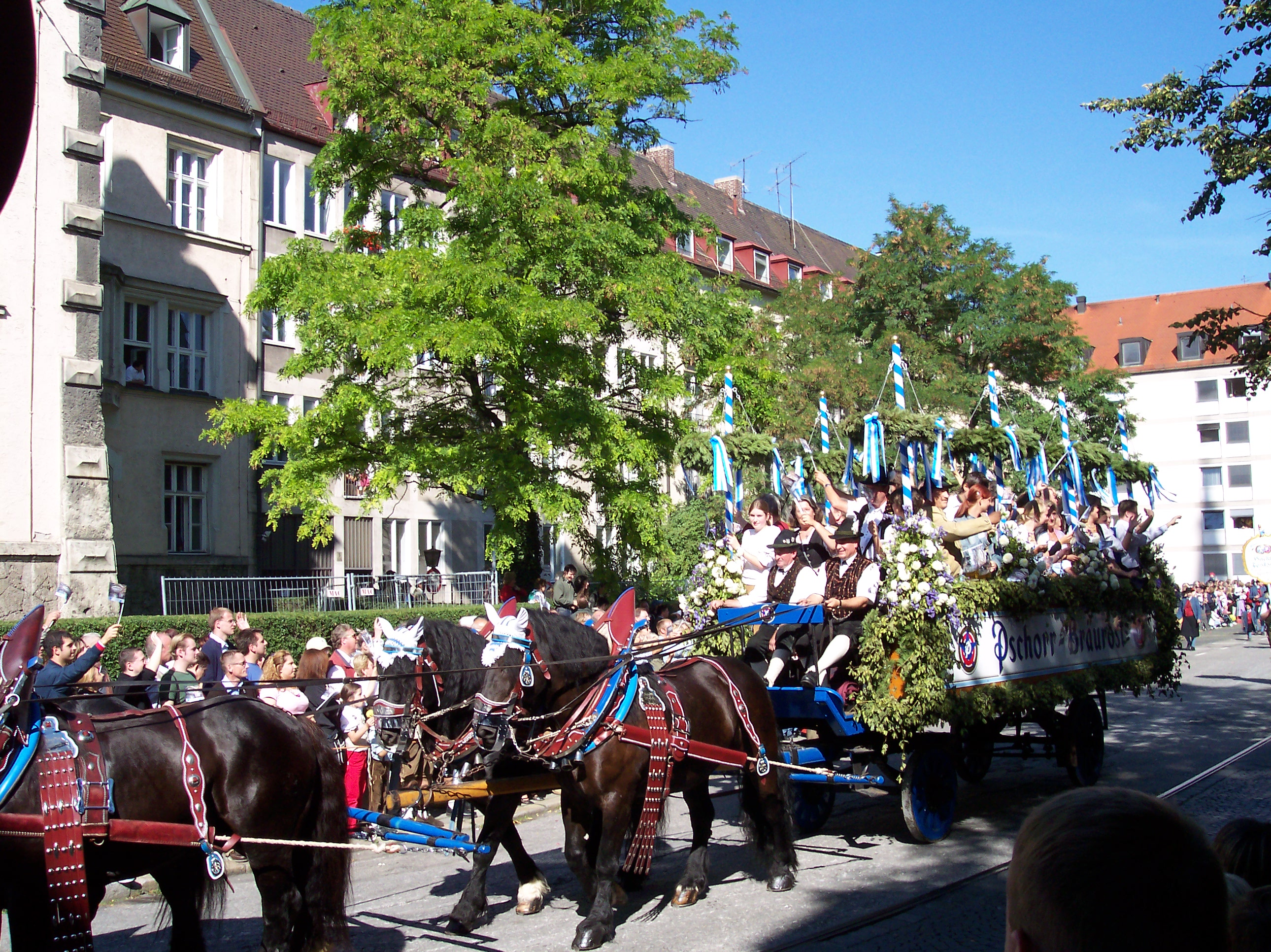
Véhicule hippomobile lors de l'Oktoberfest de 2004 à Munich
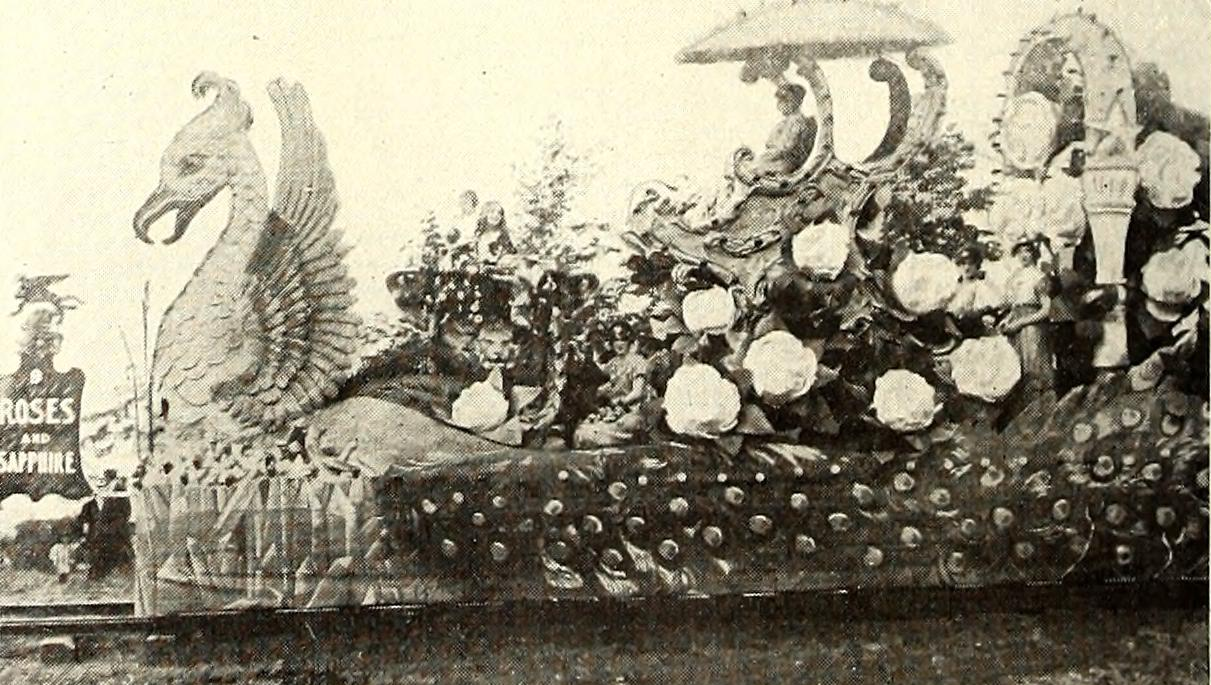
Locomotive transformée en char de parade en 1913
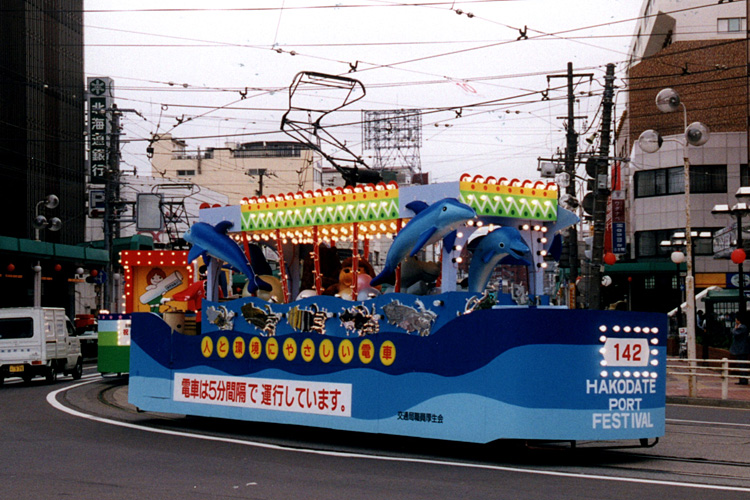
Tramway décoré lors festival du port de Hakodate, qui a lieu chaque année début août

## Construction
La construction d’un char est généralement réalisée par une association de personnes qui y consacrent plusieurs dizaines d’heures. La décoration des chars est fabriquée avec un assemblage de matériaux, souvent en papier mâché, en polystyrène ou en polyester.
Les modèles de taille moyenne sont en général construits sur le châssis d'une vieille automobile dont la carrosserie est découpée à hauteur des portières et sur laquelle on installe une armature supportant le décor.
Les chars peuvent être de très grandes dimensions, jusqu'à plusieurs dizaines de mètres de long, et contenir plusieurs pièces mobiles, qu'on fait bouger à l’aide de vérins pneumatiques ou hydrauliques. L'alimentation électrique du char peut être assurée de différentes manières, mais un générateur est généralement utilisé en supplément de la batterie du véhicule qui tire ou supporte le char, notamment pour ceux décorés de nombreux ornements lumineux ou lorsque de la musique est jouée sur le char.

## Records
Selon le Livre Guinness des records, le plus long char de parade mesurait 791,5 m et a été réalisé par Hua Tiande et Liancheng Baihua Chemical Company Ltd, à Gutian en Chine, le 6 février 2012 ; le plus long char de parade à simple châssis mesurait 72,1 m et a été construit par le Carnival Magic Theme Park, à Phuket en Thaïlande, le 26 janvier 2020 ; le plus lourd char de parade à simple châssis pesait 67 222 kg et a été réalisé par Lucy Pet, avec un char conçu et construit par Fiesta Parade Floats pour participer à la Parade du Tournoi des Roses à Pasadena aux États-Unis, le 2 janvier 2017.